# إبراهيم صادقي
إبراهيم صادقي، من مواليد 4 فبراير 1979 في كاراج في إيران، لاعب كرة قدم إيراني.
بدأ مسيرته الكروية مع نادي موقافيمات طهران في موسم 1998/1999، وفي عام 1999 انتقل إلى نادي سايبا، وهو يلعب معهم حتى الآن.
و قد بدأ باللعب مع منتخب إيران لكرة القدم في عام 2007.

## روابط خارجية
- إبراهيم صادقي على موقع قاعدة بيانات كرة القدم.إي يو (الإنجليزية)
- إبراهيم صادقي على موقع ناشيونال فوتبول تيمز (الإنجليزية)
- إبراهيم صادقي على موقع كووورة